# Klinikum Region Hannover
Die Klinikum Region Hannover GmbH mit Sitz in Hannover ist ein kommunaler Krankenhausverbund in der Region Hannover, in deren alleinigem Eigentum er sich befindet. Der Verbund ist entstanden durch den Zusammenschluss der Kreiskrankenhäuser des ehemaligen Landkreises Hannover und der städtischen Kliniken der Stadt Hannover.

## Struktur
Die Klinikgruppe mit 3400 Betten und rund 8500 Mitarbeitern versorgt jährlich rund 135.000 Patienten stationär und zudem 160.000 ambulant. Der in der Trägerschaft der Region Hannover befindliche Klinikverbund gehört damit zu den größten kommunalen Klinikunternehmen Deutschlands. Mit rund 40 % Marktanteil ist die Gesellschaft der größte Anbieter von Gesundheitsdienstleistungen in der Region Hannover. In der Landeshauptstadt Hannover und dem Umland betreibt das kommunale Unternehmen zehn Krankenhäuser.
Neben der Grund- und Regelversorgung bieten die Krankenhäuser in vielen medizinischen Fachgebieten eine spezialisierte Maximalversorgung mit überregionaler Bedeutung. Die KRH-Häuser kooperieren in medizinischen Zentren und Netzwerken eng miteinander. Die Patienten können so von den fachlichen Kompetenzen und Möglichkeiten des gesamten Krankenhausverbunds profitieren.
Zu der Klinikgruppe gehören folgende Krankenhäuser:
- KRH Klinikum Nordstadt, Hannover-Nordstadt (408 Betten)
- KRH Klinikum Siloah, Hannover-Linden-Süd (569 Betten)
- KRH Klinikum Robert Koch Gehrden, Gehrden (349 Betten)
- KRH Klinikum Großburgwedel, Großburgwedel (216 Betten)
- KRH Klinikum Agnes Karll Laatzen, Laatzen (246 Betten)
- KRH Klinikum Lehrte, Lehrte (158 Betten)
- KRH Klinikum Neustadt am Rübenberge, Neustadt am Rübenberge (272 Betten)
- KRH Psychiatrie Wunstorf, Wunstorf (634 Betten)
- KRH Psychiatrie Langenhagen, Langenhagen (202 Betten, zusätzlich 50 teilstationär)
- KRH Geriatrie Langenhagen, Langenhagen (104 Betten, davon 14 Plätze in der Tagesklinik)

## Umsatz, Gewinne und Verluste
In 2009 erzielte das Klinikum Region Hannover erstmals seit Unternehmensgründung ein positives Jahresergebnis.
| Jahr | Gesamtumsatz (Mio. EUR) | Jahresüberschuss/-fehlbetrag (Mio. EUR) |
| ---- | ----------------------- | --------------------------------------- |
| 2008 | 470                     | −2,6                                    |
| 2009 | 507                     | 2,1                                     |
| 2010 | 515,5                   | 2,1                                     |
| 2011 | 520                     | 0,035                                   |
| 2012 | 480,3                   | −15,5                                   |
| 2013 | 500,9                   | −20,6                                   |
| 2014 | 514                     | −16,9                                   |
| 2015 | 522,4                   | −7,6                                    |
| 2016 | 593,9                   | 3,7                                     |
| 2017 | 614                     | 21,8 (relevante Sondereffekte)          |
| 2018 | 610,5                   | 1,36                                    |
| 2019 | 630                     | −12,8                                   |
| 2020 | 655                     | −13,8                                   |
| 2021 | 643                     | −34,2                                   |
| 2022 | 757                     | 65,8 (relevante Sondereffekte)          |

## Zertifizierung
Zur Sicherung der Behandlungs- und Verwaltungsqualität sind sämtliche Krankenhausstandorte des KRH und die zentralen Verwaltungsbereiche nach DIN EN ISO 9001:2015 auditiert und zertifiziert worden.

## Geschichte
Die Kliniken Oststadt-Heidehaus und Siloah wurden im Bereich des heutigen KRH Klinikum Siloah zu einem gemeinsamen Standort zusammengelegt. Die Grundsteinlegung für den hierfür benötigten Neubau erfolgte am 15. September 2010. Am 6. September 2014 ist das Krankenhaus mit 535 Betten eröffnet worden. Die Baukosten belaufen sich auf mindestens 192,5 Millionen Euro.

## Planungen
Im Rahmen einer Medizinstrategie 2020 hat das Unternehmen das Ziel verfolgt, sich langfristig erfolgreich im Gesundheitsmarkt zu positionieren und gleichzeitig die Versorgung der Patienten in der Region Hannover zu verbessern. Darauf folgten die Medizinstrategie 2025 I (für die somatische Medizin) und die Medizinstrategie 2025 II (für psychiatrische Themen).
Im Jahre 2015 gab es Überlegungen, die KRH Kliniken Großburgwedel und Lehrte zusammenzulegen. Eine Arbeitsgruppe aus Experten hat vier mögliche Varianten erarbeitet und empfohlen, die beiden bestehenden Krankenhäuser in ihrer jetzigen Form zu schließen und im Nordosten der Region einen gemeinsamen Neubau zu schaffen. Mit der Medizinstrategie 2030 wird dieses angestrebt und das KRH Klinikum Lehrte Schritt für Schritt in das KRH Klinikum Großburgwedel zusammengeführt. In Lehrte entsteht ein Gesundheitscampus (RGZ) mit Versorgungsangeboten an der Schnittstelle zwischen ambulant und stationär.
Am Standort Wunstorf plant das KRH eine neue Kinder- und Jugendpsychiatrie. Nachdem einige Anwohner wegen befürchteter Lärmbelästigungen vor dem Verwaltungsgericht gegen die Bauplanung geklagt hatten, ist die Lärmschutzplanung noch einmal verbessert worden. Der Neubau der Kinder- und Jugendpsychiatrie in der KRH Psychiatrie Wunstorf wurde Anfang Mai 2024 feierlich eröffnet.